# Aretacija
Aretacija je začasen odvzem prostosti. Temu sledi pripor ali izpustitev na prostost. V večini primerov potem sledi sojenje.